# Henri-Jean Enu
Pour les articles homonymes, voir Enu.
Henri-Jean Enu, né le 4 août 1944, est un plasticien, journaliste et compositeur français.

## Biographie
Après des études d'anthropologie, troisième cycle, sous la direction de Pierre-Philippe Rey, il passe quelques années à l'Institut national des langues et civilisations orientales. Il devient en 1992 Chargé de cours en Théorie et Pratique de la Communication en 1992 et pendant quelques années à l’École nationale d'architecture de Paris - La Défense.
En 1967, il cosigne avec Félix Guattari L'Appel Un Milliard pour le Vietnam paru dans le numéro 5 de la revue Recherches. Engagé et éclectique il figure parmi les pères du mouvement Underground en France. Initialement, dans les années 1960 il peint avec des encres d'imprimerie en utilisant l'envers des stencils. De là provient le concept de Peinture-Journal et la création d'un journal comme matière première à peindre.
Plus connu pour sa revue de contre-culture Le Parapluie, il va aussi s'intéresser à la musique avec son groupe Fille Qui Mousse et s'essaie également au cinéma expérimental. Par la suite, à partir des années 1970, il continue son œuvre de peintre qui est répertoriée dans le Bénézit. Certaines de ses compositions ont rejoint les collections Xiane et Eric Germain, Eric Fabre, Matt Mottahedan, celles du Musée Cantini de Marseille, du Musée d'art moderne de la ville de Paris, MAMCO de Genève, etc.
"...Enu dans la tradition de PICASSO et de BRAQUE, mais de façon originale..." Lu dans l'Express numéro 1373 sous la plume du critique Otto HAHN.
Lors d'une exposition de ses tableaux rue de Varenne, à Paris, en 1980, à la Galerie, Jean-Louis Forain, Henri Enu, au cours du vernissage, distribue le mot Surmodernisme. C'est le premier acte de la mise en place de l'Internationale Surmoderniste.
En 1990, il rédige le manifeste de la deuxième Internationale Surmoderniste, avec Charles Dreyfus, Florence Roqueplo qui est présenté au cours de son exposition personnel intitulée Surmoderne dégénéré : ENU à Bruxelles, à la Galerie Les Contemporains. Le texte manifeste est cosigné par la suite par Lily Tournay, Louis Loustalot et Marc Questin, et publié en 1997 dans la revue Inter : art actuel. Le collectif y dénonce la domination culturelle de l'Occident, présentée comme une « prédation » menant à l'absence d'invention artistique, remplacée par la « répétition de reproductions formelles venues d'ailleurs ». Ce texte exprime le souhait d'une « dégénérescence accélérée de l'Occident »  « indispensable à la naissance de la Culture ».
L'Internationale Surmoderniste comprend aussi d'anciens élèves d'Henri Enu comme Louis Loustalot, qui, à partir de 1992, se perfectionne dans l'atelier de l'artiste. A cette époque, Henri Enu travaille et vit rue Edmond-Flamand dans le treizième arrondissement de Paris. Avec Henri Enu, Louis Loustalot expose des œuvres apparemment abstraites qui comportent plusieurs niveaux liés à la confrontation parfois lisibles d'éléments proches de la figuration en conflit avec une gestuelle, de tubophage qui les recouvrent partiellement.
Selon Marie-Amélie Anquetil, Conservateur, le Surmodernisme « ...s'insurge en effet contre l'idée des Mouvements artistiques de la première moitié du 20ème siècle, comme, le Fauvisme, le Cubisme, le Surréalisme : selon Henri Enu, en effet, les artistes se copiaient les uns les autres, suivaient un maître et se satisfaisaient d'une sorte de plagiat. Ils étaient devenus les emprunteurs d'une autre civilisation ou d'un autre artiste en s'oubliant eux-mêmes et en perdant leur imagination créatrice. (…) Cette conception nouvelle et révolutionnaire du Surmodernisme qui avait déjà existé naturellement par des Maîtres d'Atelier comme Gustave Moreau ou Fernand Cormon a largement suivi son chemin depuis quarante ans ».
A l'occasion de l'exposition à Bordeaux en 2021 la Galerie des Grands Maotres a édité " Contre Culture - Surmodernisme L'envers des stencils Peindre avec un marteau" dans lequel Henri Enu nous decrit certaines étapes de sa demarche  (ISBN 9782957833290)

## Expositions
- 1972 - +500, Aix-en-Provence (France)
- 1975 - Galerie Germain, « Fresques typographique, fresques suscitées » (Paris, France)
- 1976 - Galerie Germain, « L'Oreille de Van Gogh » (Paris, France)
- 1976 - Galerie les Contemporains, « Peinture Journal » (Belgique)
- 1976 - FIAC, Projection du film « Peinture - Journal, Préface-poème-poème », 16 mm, NB, 70 minutes, (Paris, France)
- 1977 - Studio Palazzoli, « Les jeux sont faits » (Milan, Italie)
- 1977 - Galerie Stufidre, « Les jeux sont faits » (Turin, Italie)
- 1977 - Galerie CM, « Les jeux sont faits » (Rome, Italie)
- 1977 - Galerie Corsini, « Les jeux sont faits » (Intra, Italie)
- 1977 - Galerie Vallois, « Œuvres Récentes » (Paris, France)
- 1978 - Palais de l'UNESCO, « Jardin Journal », projet d'environnement présenté pour les premières rencontres européennes du cadre de vie (Paris, France)
- 1978 - Galerie Unde, « La transparence » (Turin, Italie)
- 1978 - Centre des Arts & Loisirs, « L'artiste & l'environnement » (Le Vésinet, France)
- 1978 - Galerie NRA, « La collection de Pierre Restany » (Paris, France)
- 1978 - Biennale des Arts de la rue (La Défense, France)
- 1979 - Inauguration du Forum des Halles, œuvre urbaine éphémère (Paris, France)
- 1979 - Galerie Asinelli, « La Transparence » (Bologne, Italie)
- 1979 - Galerie NRA, « Livre d'artistes » (Paris, France)
- 1980 - Galerie Forain, « Portraits du Maire de Paris » (France)
- 1980 - Centre Georges Pompidou, « Négociation à Genève » (France)
- 1981 - « Une élection comme un des beaux arts » (Paris, France)
- 1981 - Galerie du Café des Arts, participation au festival de la carte postale d'avant-garde (Rio de Janeiro, Brésil)
- 1981 - Galerie du Café des Arts, Deuxième festival de la carte postale d'avant-garde (Rio de Janeiro, Brésil)
- 1983 - Centre Georges Pompidou, « Revue parlée » (Paris, France)
- 1983 - Galerie Creatis, « La lettre et le signe » (Paris, France)
- 1983 - Musée Cantini (Marseille, France)
- 1984 - Galerie Arco d'Alibert (Rome, Italie)
- 1985 - Grand Palais, « Signes-Ecritures dans l'Art actuel » (France)
- 1985 - « Impressions-multiples » (Uzerche, France)
- 1985 - Fine Art Gallery, (Princeton, NJ, États-Unis)
- 1986 - Centre Culturel, « Caffe Litterari » (Caserta, Italie)
- 1986 - Fine Art Gallery, (Princeton, NJ, États-Unis)
- 1986 - Grand Palais Paris, Communication, Salon Art, Vidéo et Cinéma (section photographie), Écritures, avec Gérard-Philippe Broutin, Isidode Isou, Roland Sabatier , etc.
- 1987 - Institut Français, « Les cafés littéraires et ses objets » (Naples, Italie)
- 1987 - Studio Massimi, « Les cafés littéraires » (Rome, Italie)
- 1987 - Institut Français, « Les cafés littéraires » (Naples, Italie)
- 1987 - Fine Art Gallery, (Princeton, NJ, États-Unis)
- 1987 - Grand Palais, participation à Grands et Jeunes d'Aujourd'hui (Paris, France)
- 1987 - Hôtel de ville (Garches, France)
- 1987 - 13e Art, opération ateliers ouverts (Paris, France)
- 1988 - Premier Forum international de la Reliure d'Art, sous le patronage de S.A.S. le Prince de Monaco, avec le concours de Sotheby's Monaco. Présentation de livres uniques réalisés en collaboration avec Maître Teisseire relieur à Paris.
- 1988 - Grand Palais, Paris. Exposition Main de Maître. Sélection d'une œuvre réalisée avec le concours technique de Maître Teisseire : livre unique dont la reliure est un triangle. L'ouvrage ne comprend que des huiles originales sur papier Fabriano 250. La reliure comporte un dos et un coin en chèvre de Breteuil, avec un plat, papîer-cuve original Atelier Teisseire, pages de garde pur chiffon du Moulin de la lande de Georges Duchène
- 1990 - Galerie Les Contemporains (Bruxelles) exposition Surmoderne  dégénéré : ENU au cours de laquelle est proclamée la DEeuxième Internationale Surmoderniste
- 1988 - 1989 - Exposition Mandela Free organisée par l'Association française d'Amitié et de Solidarité avec les, Peuples d'Afrique. Manifestation itinérante avec l'Office municipal de la Ville de Gardanne, le Centre culturel de Martigues, la Ville d'Argenteuil et la Municipalité de Bezons
- 1992 - Premier Festival d'Art Contemporain en Extérieur (Sauve) organisé par la Galerie Yaka
- 1992 - ENU 20 ans de Peinture. Galerie Clio Llamosi, (Paris. France) Préface d'Otto Hahn
- En 1995 et jusque dans l'année 2017 choix de l'artiste de présenter ses œuvres dans les grands salons d'antiquaires parisiens comme celui de la Bastille. -
- 2021 - Galerie des Grands Maîtres  (Bordeaux, France)  en compagnie de Louis Loustalot